# Resolutie 1806 Veiligheidsraad Verenigde Naties
Resolutie 1806 van de Veiligheidsraad van de Verenigde Naties werd op 20 maart 2008 unaniem aangenomen door de VN-Veiligheidsraad en verlengde de VN-bijstandsmissie in Afghanistan met een jaar.

## Achtergrond
In 1979 werd Afghanistan bezet door de Sovjet-Unie, die vervolgens werd bestreden door Afghaanse krijgsheren. Toen de Sovjets zich in 1988 terugtrokken raakten ze echter slaags met elkaar. In het begin van de jaren 1990 kwamen ook de Taliban op. In september 1996 namen die de hoofdstad Kabul in. Tegen het einde van het decennium hadden ze het grootste deel van het land onder controle en riepen ze een streng islamitische staat uit. 
In 2001 verklaarden de Verenigde Staten met bondgenoten hun de oorlog en moesten ze zich terugtrekken, waarna een interim-regering werd opgericht. Die stond onder leiding van Hamid Karzai die in 2004 tot president werd verkozen. 

## Inhoud

### Waarnemingen
Het geweld en de terreuractiviteiten in Afghanistan door de Taliban, Al Qaida, illegale gewapende groepen en drugshandelaars was toegenomen. Dat had zijn invloed op de capaciteit van de overheid om voor orde en veiligheid te zorgen.

### Handelingen
De Veiligheidsraad verlengde het mandaat van de VN-bijstandsmissie in Afghanistan tot 23 maart 2009. Deze missie leidde de civiele internationale inspanningen in Afghanistan.
De Veiligheidsraad veroordeelde alle aanvallen, waaronder bomaanslagen, zelfmoordaanslagen en ontvoeringen, tegen de bevolking en Afghaanse en internationale troepen en verder ook de Taliban en andere extremistische groeperingen die de bevolking als menselijk schild gebruikten.
De productie van en handel in opium was een ernstige bedreiging van de veiligheid, ontwikkeling en het bestuur van Afghanistan. Ook de wijdverspreide corruptie stond goed bestuur, de antidrugsinspanningen en economische ontwikkeling in de weg. De overheid werd opgeroepen de strijd hiertegen voort te zetten.

## Verwante resoluties
- Resolutie 1746 Veiligheidsraad Verenigde Naties (2007)
- Resolutie 1776 Veiligheidsraad Verenigde Naties (2007)
- Resolutie 1817 Veiligheidsraad Verenigde Naties
- Resolutie 1833 Veiligheidsraad Verenigde Naties

Lijst ·  1795 ·  1796 ·  1797 ·  1798 ·  1799 ·  1800 ·  1801 ·  1802 ·  1803 ·  1804 ·  1805 ·  1806 ·  1807 ·  1808 ·  1809 ·  1810 ·  1811 ·  1812 ·  1813 ·  1814 ·  1815 ·  1816 ·  1817 ·  1818 ·  1819 ·  1820 ·  1821 ·  1822 ·  1823 ·  1824 ·  1825 ·  1826 ·  1827 ·  1828 ·  1829 ·  1830 ·  1831 ·  1832 ·  1833 ·  1834 ·  1835 ·  1836 ·  1837 ·  1838 ·  1839 ·  1840 ·  1841 ·  1842 ·  1843 ·  1844 ·  1845 ·  1846 ·  1847 ·  1848 ·  1849 ·  1850 ·  1851 ·  1852 ·  1853 ·  1854 ·  1855 ·  1856 ·  1857 ·  1858 ·  1859